# Daewoo Matiz

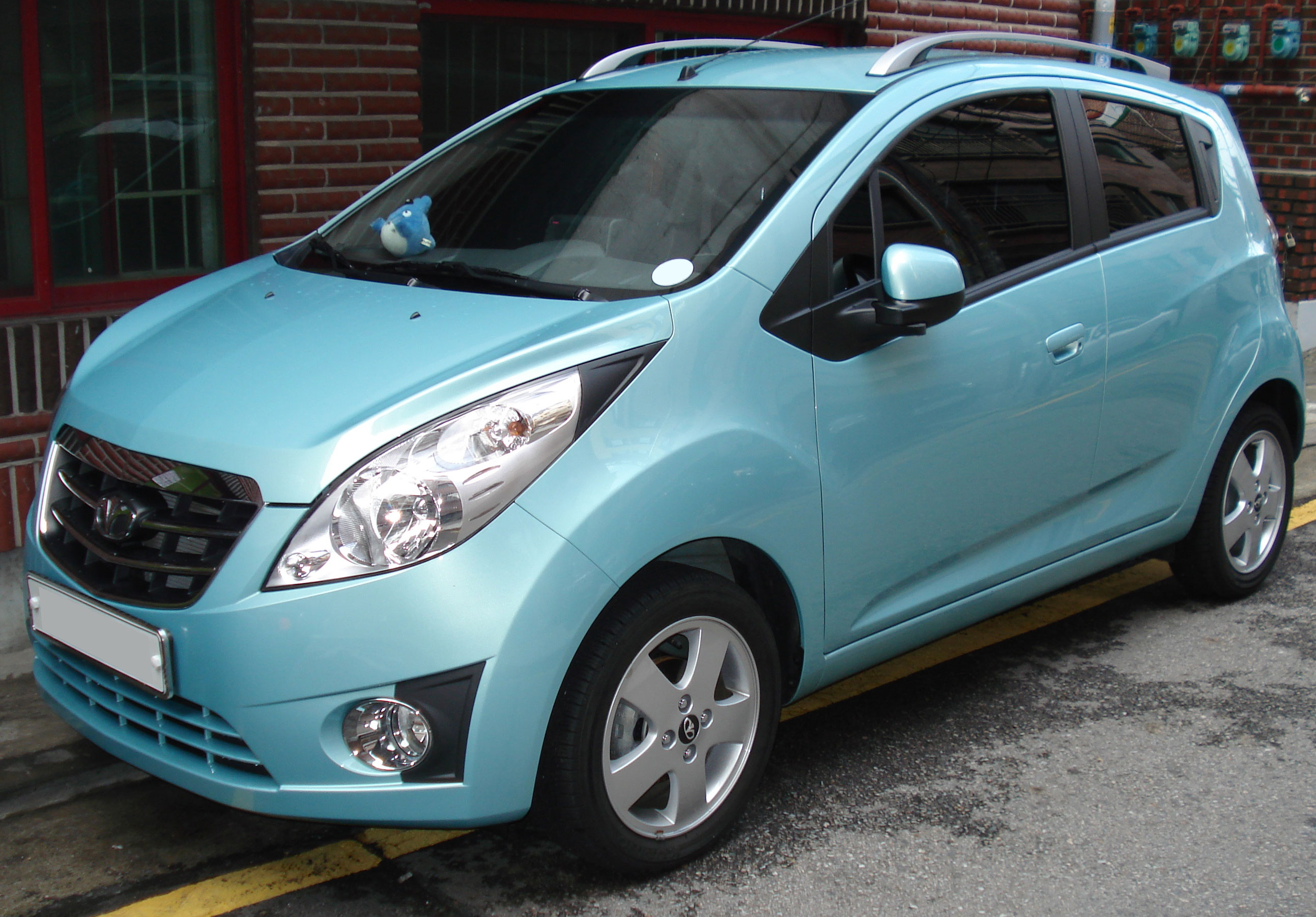
Daewoo Matiz

Daewoo Matiz är en småbil i A-segmentet som presenterades 1998. Den ersatte då den Suzuki Alto-baserade modellen Daewoo Tico. Ritningarna till Matiz var från början ämnade att bli en Fiat, men det koreanska företaget köpte rättigheterna på grund av att Fiat inte hade råd att realisera modellen. Formen är signerad Giorgetto Giugiaro; ett av Italiens mest berömda designhus. En version var/är idag tillgänglig; karossen är av halvkombityp med 5 dörrar och finns endast att få med 0,8, eller 1,0 liters motor på 51 respektive 70 hästkrafter.
Matiz såldes först i Sverige mellan 1998 och 2001, då Daewoo drog sig tillbaka från den svenska marknaden på grund av dålig försäljning. I och med att General Motors köpte upp företaget 2002 satsades dock stora pengar på en upprustning av varumärket och 2003 återintroducerades Matiz i Sverige i en ansiktslyft version. År 2004 fick modellen Chevrolet-märke och började marknadsföras under parollen en "äkta jänkare". Hösten 2005 kom en ersättare, som även den går under namnet Chevrolet Spark.